# Mark McCammon
Mark McCammon (Barnet, 7 agosto 1978) è un ex calciatore barbadiano, di ruolo attaccante.

## Carriera

### Club
Ha sempre giocato nel campionato inglese, dalla seconda alla sesta serie. Nella stagione 2004-2005 ha giocato una partita in Coppa UEFA con il Millwall, con la squadra militante in seconda serie.

### Nazionale
Dal 2006 al 2008 ha giocato 5 partite con la nazionale barbadiana.